# Gamera vs. Jiger
Gamera vs. Jiger (ガメラ対大魔獣ジャイガ Gamera tai Daimajū Jaigā?), conocida en España como Gamera contra Jiger, el señor del caos y en México como Gamera contra Jaiger el señor del mal, es una película japonesa de kaiju dirigida por Noriaki Yuasa, escrita por Niisan Takahashi y producida por Daiei Film. Es la sexta entrega en la serie de películas de Gamera, después de Gamera vs. Guiron, que fue estrenada un año antes. 
Está protagonizada por Tsutomu Takakuwa, Kelly Varis, Katherine Murphy y Kon Ohmura, y presenta al monstruo gigante Gamera. La película fue sucedida por Gamera vs. Zigra al año siguiente. 

## Argumento
Japón se está preparando para la Expo '70, que se celebrará en Osaka. La construcción de varios edificios y pabellones está en marcha. En la isla Wester en el Océano Pacífico, los científicos ubican una gran estatua de origen misterioso (llamada El silbato del diablo). La eliminación de la estatua se ve obstaculizada primero por un miembro tribal de la gente de la Isla Wester, luego por la inesperada llegada de Gamera, que intenta agresivamente evitar la eliminación de la estatua, solo para que la tripulación le dispare. La estatua se retira de la isla con éxito después de la erupción de un volcán. Poco después de partir de la isla, los miembros de la tripulación del barco comienzan a enfermarse. La estatua parece ser la fuente del brote, ya que hace un sonido penetrante continuo, volviendo locos a muchos de los miembros de la tripulación. Después de quitar la estatua, Jiger hace su primera aparición y recibe la atención inmediata de Gamera. La primera de varias peleas se produce y Jiger gana disparando púas de proyectil de su cara. Para empeorar las cosas, Gamera está de espaldas y no puede moverse. Se levanta con la cola usando una roca grande, luego quita las púas incrustadas de sus extremidades y finalmente puede volar tras Jiger.
Mientras tanto, Jiger está buscando la estatua, ya que hace un sonido horrible que le causa un tremendo dolor. Los científicos están fuera de sí cuando Jiger muestra otra arma: un rayo de calor que vaporiza no solo la carne, sino bloques enteros de la ciudad. Las Fuerzas de Autodefensa de Japón hacen un esfuerzo para matar al kaiju, pero sus púas derriban a los F-104 Starfighters, poniendo a sus esfuerzos.
Gamera regresa para la segunda ronda mientras la pelea es presenciada por varios niños. Gamera golpea a Jiger y tiene la ventaja, hasta que Jiger atrae de Gamera hacia ella. Jiger extiende un aguijón de su cola e inserta la púa en el pecho de Gamera, poniendo un huevo dentro de su pulmón. Gamera se tambalea, rugiendo de agonía. Finalmente, apenas llega a la bahía y su cuerpo adquiere un color blanco calcáreo, casi como el hielo. Gamera se presume muerto, mientras Jiger se dirige directamente a la Expo '70. Jiger finalmente obtiene la estatua y la arroja al océano, terminando el doloroso ruido.

Lugar en donde se sitúa la película.

Los niños los convencen para que realicen un examen médico en el comatoso Gamera, donde se descubre que hay una mancha oscura en uno de sus pulmones. Uno de los científicos se desempeñó como director del zoológico y se da cuenta de que el lugar podría no ser un cáncer de rápida propagación, sino un Jiger infantil parasitario que crece dentro de Gamera. Se necesita una operación para eliminar la amenaza, por lo que los niños toman la iniciativa tomando un walkie-talkie y un mini-sub. La comunicación se establece con los niños y entran a Gamera por la boca abierta, y después de casi meterse en su estómago, llegan al problema pulmonar. Los niños pueden salir del submarino y caminar en el pulmón. Allí, descubren al bebé.
El bebé parece una versión pequeña de su madre, excepto que en lugar de disparar plumas, arroja un chorro pegajoso. El bebé los ataca, pero tiene una debilidad al igual que su madre: ruido blanco. Los niños descubren que esto es realmente una debilidad fatal y logran matar al bebé, usando estática de su walkie-talkie. Abandonan el cuerpo de Gamera e informan sus hallazgos a los científicos. Así que deciden armar altavoces grandes para mantener a raya a Jiger, y descubren que debía dársele poder a Gamera, que aparentemente no puede recuperarse por sí solo. Los niños hacen un viaje final dentro de Gamera para conectar un conjunto de líneas eléctricas directamente a su corazón.
Jiger se mantiene inmóvil por los altavoces que reproducen el ruido blanco. No es suficiente matarla, pero gana suficiente tiempo para que comience el otro plan. Gamera está siendo sometido a una descarga de alto voltaje lo cual es suficiente que Gamera reviva.
Gamera vuela a la Feria Mundial para la batalla final. Jiger prueba todas las armas que tiene, pero Gamera ha aprendido de sus batallas anteriores con ella. Después de que sus lanzas no lo afectan, Jiger luego usa su rayo de calor, la única arma que aún no ha usado en él. No afecta el caparazón de Gamera o incluso su piel (probablemente debido a la resistencia al calor de Gamera), pero el sonido que genera amenaza con romper sus tímpanos. Afortunadamente, Gamera puede colocar postes telefónicos en sus oídos para protegerlos del sonido. Después de intentar todos sus otros ataques, Jiger recurre a su aguijón de cola nuevamente, pero Gamera está preparada para ello esta vez y usa un edificio para romper su cola y destruir el aguijón, matándolo enterrándole la escultura en la cara, acabando así el monstruo.

## Reparto
- Tsutomu Takakuwa como Hiroshi Kitayama.
- Kelly Varis como Tommy Williams.
- Katherine Murphy como Susan Williams.
- Kon Ohmura como Ryosaku Kitayama.
- Junko Yashiro como Miko Kitayama.
- Sanshiro Honoo como Keisuke Sawada.
- Franz Gruber como Dr. Williams
- Sho Natsuki como Dr. Suzuki
- Chico Roland como Gibau.

## Producción
Gamera vs.Jiger fue la sexta película de la serie Gamera.

## Estreno
Gamera vs. Jiger se estrenó en Japón el 21 de marzo de 1970. A Estados Unidos no llegaría hasta noviembre de 1970 y a México, Argentina, Brasil, España, Alemania e Italia no llegaría hasta 1971. Tanto la  película y algunas escenas tuvieron retoques, cortes y, también los actores fueron añadidos y cambiados en las distintas versiones al estilo de la saga de Star Wars. En los créditos iniciales se muestran escenas de archivo de películas anteriores. En la película de Pacific Rim de Guillermo del Toro (2013) se hizo una referencia a la escena, donde entran dentro del cuerpo de un monstruo y emerge una cría que los empieza a atacar. En 2014 la película fue lanzada en DVD y Blu Ray por motivo de su cuarenta y cuatro aniversario, y también por motivo del estreno de la película de Godzilla, junto con una línea de productos, figuras y otros filmes en formatos DVD y Blu Ray. En 2020 se cumplió medio siglo de su estreno y fue lanzada nuevamente en Blu Ray junto con toda la saga de Gamera. La versión americana editada bajo el nombre de Gamera vs. Monster X, y relanzada en 1980 en ambas veces por Sandy Frank se encuentra en el dominio público. Los títulos que se le dieron en otros países como Alemania e Italia, hacían alusión a Frankenstein y King Kong y el en último caso cambiaba los nombres del elenco original por nombres occidentales. Esta fue la única película de Gamera en no ser presentada en el programa de MST3K.

## Recepción y doblaje
La película se doblo a varios idiomas como inglés, alemán, italiano y castellano. En el caso del doblaje mexicano al niño Hiroshi Kitayama (Tsutomu Takakuwa) dobló su voz el actor de doblaje Moisés Iván Mora, al niño norteamericano Tommy Williams (Kelly Varis) dobló su voz el actor de doblaje Eduardo Garza, a la niña Susan Williams (Katherine Murphy) dobló su voz la actriz Marina Huerta, al señor Ryosaku Kitayama (Kon Ohmura) el actor Polo Ortín y al arqueólogo Keisuke Sawada el actor Ricardo Hill. La película cuenta con dos doblajes: el realizado en España y el realizado en México. Sin embargo, el más común de encontrar es el Castellano.